# Friedrich Jodl
Friedrich Jodl (München, 1849. augusztus 23. – Bécs, 1914. január 26.) német filozófus és pszichológus.

## Élete
Münchenben nőtt fel. A család egyik barátja, Henrich Bürkel festő hamar megismertette vele a képzőművészetet. De Jodl művészet iránti érdeklődése inkább a zenében merült ki.
1867-ben Münchenben iratkozott be egyetemre, és ott történelmet, művészettörténetet, valamint filozófiát tanult. Tanárai voltak Carl von Prantl, Johann Huber és Moriz Carrière filozófusok. Jodl később docens lett a bajor katonai akadémián. Miután filozófiából habilitált, 1885-ben a Prágai Német Egyetemre ment. 1896-ban tanárként kezdett el dolgozni a bécsi egyetem filozófia szakán, továbbá esztétikát kezdett tanítani a technológiai főiskolán.
Az akadémiai munkája mellett a közoktatási szövetséget vezette Bécsben. A Ludwig Feuerbach által vezetett pozitivizmus szónokaként harcolt az Ausztriában nagy teret nyerő ultramontanizmus ellen. Alapító tagja volt a vallásmentes Német Társadalom egy Etikus Kultúráért-nak.
Friedrich Jodl nős volt, és három gyermeke született. Nagybátyja volt Alfred Jodlnek.
Jodl magát David Hume filozófus követőjeként, valamint az angol (John Stuart Mill) és a francia (Auguste Comte) pozitivizmus terjesztőjeként látta. Fő feladatának tekintette egy vallásoktól és metafizikai elemektől mentes, naturalisztikus etika kidolgozását és nagyobb körökben való terjesztését.
Prágai tartózkodása alatt két jelentős művet írt, amelyek évtizedekig kiindulópontként szolgáltak. A kétkötetes Etika mint filozófusi tudomány c. könyvében  Jodl egy olyan fejlődést ír le, ahol az emberiség szakít a kultúra fejlődésével, a vallási ideológiákkal és a metafizikai elméletekkel, és a teocentrikusból az emberközpontú etikáig jut el. Ezt az elméletét a szintén kétkötetes, empirikus alapokon kidolgozott A pszichológia tankönyve című művében is hangsúlyozza.